# السلطان حسن (المنيا)
قرية السلطان حسن  هي إحدي القرى التابعة لمركز أبو قرقاص بمحافظة المنيا في جمهورية مصر العربية. حسب إحصاءات سنة 2006، بلغ إجمالي السكان في السلطان حسن 7991 نسمة، منهم 4154 رجل و3837 امرأة.